# Санта-Круз (футбольный клуб, Ресифи)
«Са́нта-Круз» (порт. Santa Cruz Futebol Clube, Santa Cruz переводится как «Святой Крест») — бразильский футбольный клуб из города Ресифи, штат Пернамбуку. Клуб является одним из трёх грандов своего штата (наряду с «Спорт Ресифи» и «Наутико»).

## История
Футбольный клуб «Санта-Круз» был основан 3 февраля 1914 года 11-ю молодыми жителями Ресифи. Команда получила своё название в честь церкви Святого Креста, располагавшейся на одноимённой улице.
В первые годы своего существования клуб был весьма закрытым для посторонних людей, однако, во времена процветания расизма, именно «Санта-Круз» вскоре стал первым клубом своего штата, принявшим в свои ряды афро-бразильцев.
В 1915 году состоялся один из самых потрясающих матчей в истории команды. Проигрывая команде «Америка» (Ресифи) со счётом 1:5, «Санта-Круз» в течение последних 15 минут забил шесть мячей и выиграл встречу со счётом 7:5. С 1917 года команда стала участницей чемпионата штата в высшей лиге.
30 января 1919 года «Санта-Круз» стал первой командой, сумевшей обыграть великий клуб юго-востока Бразилии. Со счётом 3:2 был обыгран «Ботафого» из Рио-де-Жанейро.
В 1960-е и 1970-е годы команда была постоянной участницей национальных турниров, Кубка Бразилии, и с 1971 года — Серии А. В 1972 году Пеле провёл в составе «Сантоса» свой 1000-й матч именно против «Санта-Круза». В 1975 году «Санта-Круз» занял самое высокое в своей истории четвёртое место в чемпионате Бразилии, в 1979 году команда была пятой.
В 1980-е годы результаты команды стали более скромными. В 1982 и 1989 годах «Санта-Круз» вылетал в Серию B и в 1990-е годы команда пребывала в основном именно во втором эшелоне бразильского футбола.
В 2005 году «Санта-Круз» сумел квалифицироваться в Серию А и провёл весь следующий сезон в элите. Однако задержаться в Серии А команде не удалось и заняв в 2006 году последнее, 20 место, в чемпионате, «Санта-Круз» вынужден был вернуться в Серию B. Примечательно, что оба традиционных соперника «Коралловых кобр», «Спорт Ресифи» и «Наутико» в том же году добились повышения как раз в Серию A.
В 2007 году клуб вылетел в Серию C, а в 2008 занял там 30 место, тем самым, не сумев удержаться в этом дивизионе при организации Серии D. Именно в этом турнире клуб принял участие в 2009 году и занял лишь 28 место. В 2011 году команда вышла в финал чемпионата и гарантировала себе возвращение в третий эшелон бразильского футбола. В следующем году «трёхцветные» сумели закрепиться в Серии C, заняв 14-е место. В 2013 году «Санта-Круз» стал победителем Серии C, вернувшись во второй эшелон бразильского футбола. По итогам сезона 2021 «Санта-Круз» занял 19-е место в Серии C и вылетел в Серию D.
Согласно данным двух исследовательских институтов (Ibope и Datafolha), опубликовавших результаты своих исследований в 2004 и 2006 годах соответственно, за «Санта-Круз» болеет 900 тысяч человек (19-й показатель в Бразилии, второй показатель в штате после «Спорта» — 1,8 млн).

## Форма
- Основная форма команды: чёрные футболки с белой лицевой стороной, на которой изображены горизонтальные чёрные и красные полоски, чёрные трусы и гетры.
- Запасная форма: белые футболки с двумя широкими горизонтальными полосами на груди — чёрного и красного цвета, отделённые друг от друга узким белым промежутком, белые трусы и гетры.

## Достижения
- Чемпионат штата Пернамбуку (29): 1931, 1932, 1933, 1935, 1940, 1946, 1947, 1957, 1959, 1969, 1970, 1971, 1972, 1973, 1976, 1978, 1979, 1983, 1986, 1987, 1990, 1993, 1995, 2005, 2011, 2012, 2013, 2015, 2016
- Победители Суперчемпионата Пернамбукано (3): 1957, 1976, 1983[2]
- Обладатели Кубка штата Пернамбуку (5): 2008, 2009, 2010, 2012, 2019
- Обладатель Кубка Нордесте (1): 2016
- Чемпионы Бразилии в Серии C (1): 2013